# Копани (Луганская область)
Копани (укр. Копані) — село, относится к Беловодскому району Луганской области Украины.
Население по переписи 2001 года составляло 133 человека. Почтовый индекс — 349632. Телефонный код — 6466. Занимает площадь 1 км². Код КОАТУУ — 4420685503.

## Местный совет
92820, Луганська обл., Біловодський р-н, с. Євсуг, вул. Леніна, 225  (укр.)